# إيدو موريتش
إيدو موريتش (بالسلوفينية: Edo Murić)‏ مواليد 27 نوفمبر 1991، هو لاعب كرة سلة سلوفيني ويحمل الرقم 8. بدأ مسيرته الاحترافية عام 2008.

## روابط خارجية
- إيدو موريتش على موقع الاتحاد الدولي لكرة السلة (الإنجليزية)
- إيدو موريتش على موقع الدوري الأوروبي لكرة السلة (الإنجليزية)
- إيدو موريتش على موقع كرة السلة الأوروبية.كوم (الإنجليزية)
- إيدو موريتش على موقع DraftExpress.com (الإنجليزية)
- إيدو موريتش على موقع ريلجم (الإنجليزية)
- إيدو موريتش على موقع بروبوليرز (الإنجليزية)
- إيدو موريتش على موقع سبورتس رفرنس (الإنجليزية)
- إيدو موريتش على موقع أوليمبيديا (الإنجليزية)